# Welterbe in Palau

Zum Welterbe in Palau gehört (Stand 2016) eine gemischte UNESCO-Welterbestätte des Weltkultur- und -naturerbes. Der ozeanische Inselstaat Palau ist der Welterbekonvention 2002 beigetreten, die bislang einzige Welterbestätte wurden 2012 in die Welterbeliste aufgenommen.

## Welterbestätten
Die folgende Tabelle listet die UNESCO-Welterbestätten in Palau in chronologischer Reihenfolge nach dem Jahr ihrer Aufnahme in die Welterbeliste (K – Kulturerbe, N – Naturerbe, K/N – gemischt, (G) – auf der Liste des gefährdeten Welterbes).
| Bild                             | Bezeichnung                             | Jahr | Typ | Ref. | Beschreibung |
| -------------------------------- | --------------------------------------- | ---- | --- | ---- | --- |
| Südliche Lagune der Rock Islands | Südliche Lagune der Rock Islands (Lage) | 2012 | K/N | 1386 | Große, von einem dichten Korallenriff begrenzte Lagune südlich von Palaus Hauptinsel Babeldaob mit den Chelbacheb-Inseln (Rock Islands) |

## Tentativliste
In der Tentativliste sind die Stätten eingetragen, die für eine Nominierung zur Aufnahme in die Welterbeliste vorgesehen sind. Derzeit (2016) sind vier Stätten in der Tentativliste von Palaueingetragen, die letzte Eintragung erfolgte 2004. Die folgende Tabelle listet die Stätten in chronologischer Reihenfolge nach dem Jahr ihrer Aufnahme in die Tentativliste.
| Bild | Bezeichnung              | Jahr | Typ | Ref. | Beschreibung        |
| ---- | ------------------------ | ---- | --- | ---- | ------------------- |
|      | Ouballang ra Ngebedech   | 2004 | K   | 1930 | Ngebedech Terrassen |
|      | Imeong Conservation Area | 2004 | K/N | 1931 |                     |
|      | Yapesische Steinbrüche   | 2004 | K/N | 1932 |                     |
|      | Tet el Bad               | 2004 | K   | 1933 | Steinsärge          |